# Ophiacantha brasiliensis
Ophiacantha brasiliensis är en ormstjärneart som beskrevs av Tommasi och Cordélia Luiza Abreu 1974. Ophiacantha brasiliensis ingår i släktet Ophiacantha och familjen knotterormstjärnor. Inga underarter finns listade i Catalogue of Life.